# رينيه غوليت
رينيه غوليت هو مصارع محترف كندي، ولد في 12 يوليو 1932 في مدينة كيبك في كندا.
البدايات
ولد روبرت بيدارد في 12 من الشهر السابع سنة 1932 في مدينة كيبك في كندا. كان يلعب مدافعاً في فريق الهوكي. بالإضافة إلى لعب الهوكي كان يتمرن كلاعب كمال أجسام ويمارس رياضة الملاكمة، ولكنه فضل لعبة المصارعة بعد هزيمته في إحدى مباريات الملاكمة، وكان حينها في الخامسة والعشرين من عمره.

## وصلات خارجية
- رينيه غوليت على موقع WrestlingData.com (الإنجليزية)
- رينيه غوليت على موقع CageMatch worker (الإنجليزية)
- رينيه غوليت على موقع قاعدة بيانات المصارعة على الإنترنت (الإنجليزية)
- رينيه غوليت على موقع عالم المصارعة على الإنترنت (الإنجليزية)
- رينيه غوليت على موقع عالم المصارعة على الإنترنت (الإنجليزية)

- رينيه غوليت على موقع IMDb (الإنجليزية)
- رينيه غوليت على موقع قاعدة بيانات الفيلم (الإنجليزية)